# Joey Dorsey
Richard Elmer Dorsey, detto Joey (Baltimora, 16 dicembre 1983), è un ex cestista statunitense, professionista nella NBA e in Europa.

## Carriera
È stato selezionato dai Portland Trail Blazers al secondo giro del Draft NBA 2008 (33ª scelta assoluta).
Nel 2013-14 ha militato nel Barcellona.
Con gli Stati Uniti ha disputato i Giochi panamericani di Rio de Janeiro 2007.

## Statistiche

### College
| Anno      | Squadra        | PG  | PT  | MP   | TC%  | 3P% | TL%  | RP  | AP  | PRP | SP  | PP  |
| --------- | -------------- | --- | --- | ---- | ---- | --- | ---- | --- | --- | --- | --- | --- |
| 2004-2005 | Memphis Tigers | 37  | 7   | 15,1 | 54,6 | -   | 42,9 | 6,0 | 0,5 | 0,6 | 1,2 | 4,6 |
| 2005-2006 | Memphis Tigers | 37  | 35  | 21,1 | 63,1 | -   | 39,3 | 7,5 | 0,8 | 1,2 | 1,8 | 6,9 |
| 2006-2007 | Memphis Tigers | 37  | 37  | 25,2 | 61,4 | -   | 46,7 | 9,4 | 0,4 | 1,4 | 2,2 | 8,5 |
| 2007-2008 | Memphis Tigers | 38  | 33  | 25,2 | 64,7 | -   | 37,8 | 9,5 | 0,5 | 1,1 | 1,9 | 6,9 |
| Carriera  | Carriera       | 149 | 112 | 21,7 | 61,4 | -   | 42,0 | 8,1 | 0,5 | 1,1 | 1,8 | 6,7 |

### NBA

#### Regular Season
| Anno      | Squadra          | PG  | PT | MP   | TC%  | 3P% | TL%  | RP  | AP  | PRP | SP  | PP  |
| --------- | ---------------- | --- | -- | ---- | ---- | --- | ---- | --- | --- | --- | --- | --- |
| 2008-2009 | Houston Rockets  | 3   | 0  | 2,0  | 50,0 | -   | -    | 0,3 | 0,3 | 0,0 | 0,0 | 0,7 |
| 2009-2010 | Houston Rockets  | 7   | 0  | 7,7  | 45,5 | -   | 50,0 | 3,6 | 0,3 | 0,3 | 0,1 | 1,6 |
| 2009-2010 | Sacramento Kings | 8   | 0  | 6,5  | 44,4 | -   | 40,0 | 2,3 | 0,0 | 0,1 | 0,1 | 1,5 |
| 2010-2011 | Toronto Raptors  | 43  | 9  | 12,1 | 52,5 | -   | 47,7 | 4,4 | 0,6 | 0,6 | 0,4 | 3,1 |
| 2014-2015 | Houston Rockets  | 69  | 17 | 12,4 | 55,2 | 0,0 | 28,9 | 4,0 | 0,4 | 0,6 | 0,4 | 2,7 |
| Carriera  | Carriera         | 130 | 26 | 11,4 | 53,4 | 0,0 | 37,5 | 3,9 | 0,4 | 0,5 | 0,3 | 2,6 |

#### Playoffs
| Anno     | Squadra         | PG | PT | MP  | TC% | 3P% | TL%  | RP  | AP  | PRP | SP  | PP  |
| -------- | --------------- | -- | -- | --- | --- | --- | ---- | --- | --- | --- | --- | --- |
| 2015     | Houston Rockets | 6  | 0  | 2,2 | 0,0 | -   | 50,0 | 0,7 | 0,3 | 0,0 | 0,0 | 0,2 |
| Carriera | Carriera        | 6  | 0  | 2,2 | 0,0 | -   | 50,0 | 0,7 | 0,3 | 0,0 | 0,0 | 0,2 |

### Eurolega
| Anno       | Squadra        | PG | PT | MP   | TC%  | 3P% | TL%  | RP  | AP  | PRP | SP  | PP  |
| ---------- | -------------- | -- | -- | ---- | ---- | --- | ---- | --- | --- | --- | --- | --- |
| 2011-2012† | Saski Baskonia | 6  | 3  | 9,1  | 45,5 | -   | 100  | 2,7 | 0,2 | 0,2 | 0,3 | 2,0 |
| 2011-2012† | Olympiakos     | 11 | 11 | 17,7 | 64,1 | 0,0 | 39,1 | 5,3 | 0,8 | 0,9 | 1,1 | 5,4 |
| 2012-2013  | Olympiakos     | 3  | 3  | 13,4 | 44,4 | 0,0 | 50,0 | 4,3 | 0,3 | 0,7 | 0,3 | 3,3 |
| 2013-2014  | Barcellona     | 29 | 1  | 15,3 | 66,7 | -   | 44,3 | 5,9 | 0,7 | 0,6 | 1,1 | 5,3 |
| 2015-2016  | Barcellona     | 9  | 6  | 17,0 | 74,1 | -   | 30,8 | 7,0 | 0,8 | 1,2 | 0,7 | 5,3 |
| 2016-2017  | Barcellona     | 17 | 0  | 17,2 | 54,8 | -   | 56,8 | 6,3 | 0,8 | 0,5 | 0,3 | 5,5 |
| Carriera   | Carriera       | 75 | 24 | 15,7 | 62,3 | 0,0 | 45,6 | 5,7 | 0,7 | 0,7 | 0,8 | 5,0 |

## Palmarès

### Squadra
- Campionato greco: 1

Olympiakos: 2011-12
- Campionato spagnolo: 1

Barcellona: 2013-14
- Eurolega: 1

Olympiakos: 2011-12
- Liga catalana: 2

Barcellona: 2013, 2016

### Individuale
- Difensore dell'anno di College Conference USA

2008